# Indre e Loira
L'Indre e Loira (in francese: Indre-et-Loire, [ɛ̃dʁ‿e lwaʁ]) è un dipartimento francese della regione Centro-Valle della Loira.

## Storia
Il dipartimento dell'Indre e Loira fu istituito nel 1790 insieme ad altri 82 dipartimenti francesi. Il suo territorio ricalca quasi perfettamente i confini dell'antica provincia della Turenna, a cui è stata aggiunta tutta la parte orientale dell'antico Angiò da Bourgueil, sulla Loira, a Château-la-Vallière, a nord, attraverso il territorio di Gizeux.
La città di Richelieu, progettata da Jacques Lemercier, su incarico di Armand-Jean du Plessis de Richelieu, faceva capo amministrativamente, giudiziariamente e finanziariamente al governatore di Saumur, finché, nel 1790, non fu incorporata nel nuovo dipartimento dell'Indre e Loira. Al contrario, la parte orientale dell'antica Turenna fu unita al dipartimento del Loir-et-Cher, nella regione di Montrichard, o a quello dell'Indre.
Dopo la vittoria della coalizione antifrancese nella battaglia di Waterloo, il 18 giugno 1815, la zona fu occupata dalle truppe prussiane fino al novembre 1818. Durante l'occupazione tedesca, nella seconda guerra mondiale, il dipartimento era tagliato in due dalla linea di demarcazione che delimitava la zona occupata dalla repubblica di Vichy.

## Stemma

### Blasone
" Fiori di giglio d'oro su campo azzurro, con il bordo composto di ventidue pezzi d'argento e rosso. "

## Politica

### Terra conservatrice moderata
Dal 1789 al 1870 la Turenna, residenza dei re di Francia, rimase una regione conservatrice, come osserva Honoré de Balzac in molti dei suoi romanzi. Ma, soprattutto, rimase moderata e raramente scenario di tensioni politiche. Durante i primi anni della terza Repubblica continuò ad essere fedele al re.

### La Repubblica e la radicalità

#### Verso il repubblicanesimo rurale
Gradualmente, tuttavia, il dipartimento dell'Indre e Loira divenne una terra con forti ideali repubblicani, radicali e socialisti, a carattere prevalentemente rurale. Così il figlio del presidente Jules Grévy, Wilson, fu un deputato di Loches. Camille Chautemps fu deputato dell'Indre e Loira tra le due guerre mondiali. Dopo la vittoria del 1918 Rue Royale (via Reale), a Tours divenne Rue Nationale (via Nazionale). Fino al 1940 rimase radicata la mentalità di centro-sinistra, anche se, con il passare del tempo, la regione tornò ad essere prevalentemente conservatrice.

#### Saint Pierre des Corps, caposaldo comunista
Fin dalla sua nascita nel 1920 al Congresso di Tours, il Partito comunista francese ebbe un importante caposaldo nell'Indre e Loira e in particolare a Saint-Pierre-des-Corps, vicino a Tours, dove, per gli stabilimenti ferroviari, erano giunti molti appartenenti alla classe operaia. Il comune non ha mai smesso di dimostrarsi di centro-sinistra.

### Il dopoguerra
Nel dopoguerra il dipartimento fu dominato da due potenti figure: quella di Jean Royer, sindaco di Tours dal 1958 al 1995 e deputato del dipartimento dal 1958 al 1999, e quella di André-Georges Voisin (1918-2008), consigliere generale dell'Île Bouchard, presidente del Consiglio Generale negli anni settanta e primi anni novanta, che dotò la Turenna di un'importante autostrada e di molti ponti.

### Ritorno al centro-sinistra?
Il passaggio della città di Tours al centro-sinistra nel 1995 e dell'intero dipartimento nel marzo 2008 hanno confermato il ritorno di una politica di sinistra moderata in Turenna. Jean Germain, in questo senso, si inserisce bene all'interno della tradizione radicale e socialista di cui Yves Dauge, senatore di Chinon, ha cessato di essere il rappresentante. Poiché il Consiglio Generale, presieduto da Claude Roiron e poi da Marisol Touraine, ha visto una preminenza della sinistra nel marzo 2008 la mappa politica della regione non è molto ben spartita tra la campagna, prevalentemente di destra, e l'agglomerato urbano, di sinistra. Quindi è difficile parlare di un ritorno all'antica situazione politica: il socialismo urbano di oggi sembra molto lontano dal radicalismo rurale di un tempo.

## Geografia fisica
Il dipartimento dell'Indre e Loira fa parte del Centro, che comprende anche i dipartimenti di Eure-et-Loir, Loir-et-Cher, Loiret, Indre e Cher.
L'Indre e Loira ha una superficie di 6.127 km², che lo porta al quarantunesimo posto nella classifica nazionale e al quinto in quella regionale. Confina con i dipartimenti di Loir-et-Cher a nord-est, Indre a sud-est, Vienne a sud-ovest, Maine-et-Loire a ovest e Sarthe a nord.
Nel dipartimento si trova il parco naturale regionale di Loira, Angiò e Turenna, situato tra Angers (Maine e Loira) e Tours.

### Geografia fisica

Mappa della Turenna, che evidenzia la divisione in dipartimenti attuale.

Il dipartimento di Indre e Loira si trova all'estremità meridionale del bacino parigino. È attraversato da est a ovest dalla Loira, che lo divide in due parti, al nord la Gâtine e a sud lo Champeigne. Qui lo Cher, l'Indre e la Vienne confluiscono nella Loira.
L'altezza della regione spesso supera i 100 metri, senza però spingersi fino ai 200; a sud, vicino ai fiumi, è piuttosto collinare (il punto più alto è Céré-la-Ronde, vicino a Montrichard, dove l'altezza giunge a 187 metri), mentre il nord è pianeggiante, con dei rilievi solamente lungo la Loira.

### Clima
Il clima del dipartimento è di tipo temperato. La Loira è spesso considerata il confine climatico tra il nord e il sud della Francia. Le estati sono generalmente abbastanza calde, con punte superiori ai 40 °C nel 1947 e nel 2003.
Al contrario, temperature molto basse sono poco frequenti e raramente scendono sotto i -10 °C, raggiunti nel 1985/1986 e nel 1996/1997. La Loira, con il freddo, gela: nell'inverno del 1956, durante un inverno particolarmente rigido la gente fu in grado di camminarci sopra. Il fiume trasporta blocchi di ghiaccio quando la temperatura scende sotto i -10 °C.
Le precipitazioni sono basse (dai 500 ai 700 mm annui), il che può portare a gravi momenti di siccità, come nel 1976, 2003 o 2006. La neve è rara e non rimane per più di 10 giorni all'anno.
| Stazione meteorologica di Tours (1971-2000) | Mesi | Mesi | Mesi | Mesi | Mesi | Mesi | Mesi | Mesi | Mesi | Mesi | Mesi | Mesi | Stagioni | Stagioni | Stagioni | Stagioni | Anno |
| Stazione meteorologica di Tours (1971-2000) | Gen  | Feb  | Mar  | Apr  | Mag  | Giu  | Lug  | Ago  | Set  | Ott  | Nov  | Dic  | Inv      | Pri      | Est      | Aut      | Anno |
| ------------------------------------------- | ---- | ---- | ---- | ---- | ---- | ---- | ---- | ---- | ---- | ---- | ---- | ---- | -------- | -------- | -------- | -------- | ---- |
| T. max. media (°C)                          | 7    | 8,5  | 11,9 | 14,5 | 18,6 | 21,9 | 25,0 | 25,2 | 21,5 | 16,3 | 10,6 | 7,8  | 7,8      | 15,0     | 24,0     | 16,1     | 15,7 |
| T. media (°C)                               | 4,4  | 5,3  | 7,8  | 9,8  | 13,7 | 16,7 | 19,3 | 19,3 | 16,2 | 12,1 | 7,3  | 5,3  | 5,0      | 10,4     | 18,4     | 11,9     | 11,4 |
| T. min. media (°C)                          | 1,8  | 2,0  | 3,6  | 5,1  | 8,7  | 11,5 | 13,5 | 13,3 | 10,9 | 7,9  | 4,0  | 2,7  | 2,2      | 5,8      | 12,8     | 7,6      | 7,1  |
| Precipitazioni (mm)                         | 64   | 63   | 51   | 56   | 64   | 47   | 53   | 50   | 56   | 63   | 65   | 72   | 199      | 171      | 150      | 184      | 704  |

## Economia
Grazie al clima temperato ed al terreno favorevole, l'Indre e Loira produce da solo il 20% dei prodotti agricoli francesi. Sono prodotti molti tipi di frutta, primizie (che maturano due settimane prima di quelle coltivate nelle altre zone), fiori.

### Tours e il settore terziario
Città borghese e commerciale, Tours, nonostante gli impianti ferroviari a Saint-Pierre-des-Corps, le industrie agroalimentari e quelle legate alla produzione degli pneumatici Michelin, non è mai stata un importante centro industriale. Comprende però servizi di qualità, dal commercio alla ristorazione, all'abbigliamento; in quanto all'istruzione ha diverse scuole, tra cui il prestigioso Liceo Cartesio, e l'università François Rabelais. Ci sono anche molte strutture governative, come la sede del Consiglio Generale dell'Indre e Loira e la prefettura del dipartimento. Vi si tengono inoltre importanti congressi.

### Economia rurale nell'Indre e Loira
La parte rurale del dipartimento si divide in quattro aree, distinte sia geograficamente che economicamente.

#### La valle della Loira
Tradizionalmente intorno alla Loira si sviluppano delle colture orticole. Importanti in questo campo sono i vigneti di Vouvray.

#### La Chinonese
I paesi della Vienne si distinguono per l'importanza dei vigneti di Chinon e per la struttura economica fatta di aziende agricole e cooperative di viticoltori, molto pregnante nell'economia rurale. La centrale nucleare EDF di Chinon dà lavoro ad oltre 1.200 persone, più 800 persone in subappalto, e circa 700 posti di lavoro nelle imprese dell'indotto situate nella zona industriale di Véron.

#### La Gâtine
Situata nel nord e nord-ovest della Turenna, un tempo era un'area boschiva, di cui ora rimangono solo le foreste di Chandelais e di Bercé. È caratterizzata da arretratezza e parziale abbandono, colpita duramente dagli ultimi cambiamenti nel mondo agricolo.

#### Turenna sudorientale
Grazie alla conservazione delle zone rurali e all'agricoltura tradizionale e versatile, questa zona, intorno a Loches, è principalmente luogo di villeggiatura; numerose infatti sono le seconde case.

## Società

### Evoluzione demografica
Gli abitanti dell'Indre e Loira sono chiamati Turenni, poiché la zona ora occupata dal dipartimento era un tempo la Turenna. Questo nome a volte può essere fonte di confusione e sono stati compiuti diversi tentativi di trovare altri nomi per gli abitanti del dipartimento, come Indroloireni, ma invano.

### Principali città

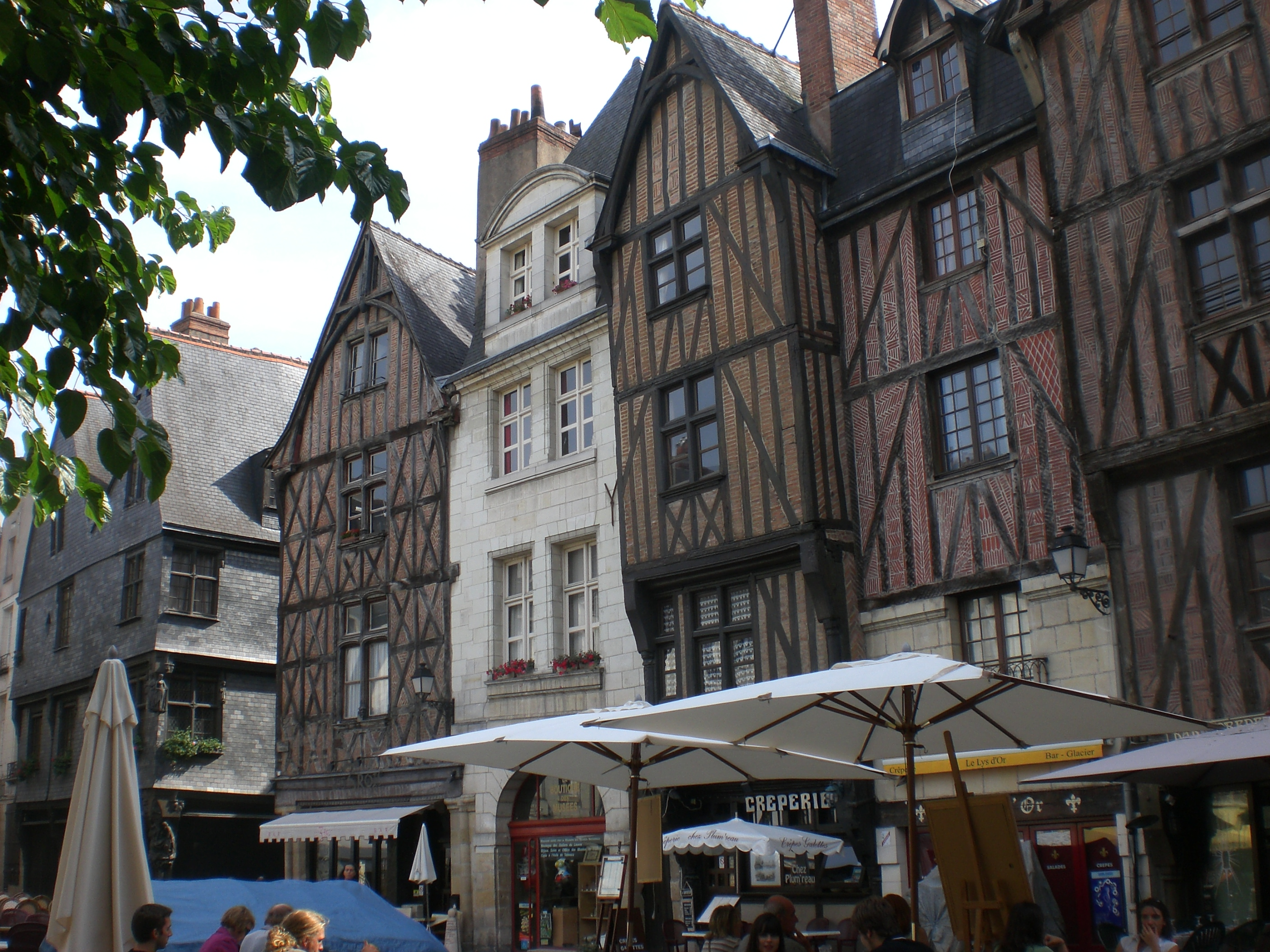
Case a traliccio nel centro di Tours.

Questa è la lista dei venti centri più popolati dell'Indre e Loira, con gli abitanti aggiornati al 2007. La maggior parte di questi comuni fa parte dell'agglomerato urbano di Tours.
Tours: 139 958 abitanti

Joué-les-Tours 36 439 abitanti

Saint-Cyr-sur-Loire: 16 422 abitanti

Saint-Pierre-des-Corps: 16 058 abitanti

Saint-Avertin: 14 455 abitanti

Amboise: 12 929 abitanti

Fondettes: 10 399 abitanti

Chambray-lès-Tours: 10 980 abitanti

Montlouis-sur-Loire: 10 672 abitanti

La Riche: 10 152 abitanti

Chinon: 8 663 abitanti

Ballan-Miré: 7 801 abitanti

Monts: 7 090 abitanti

Loches: 6 486 abitanti

Veigné: 6 076 abitanti

Château-Renault: 5 307 abitanti

Bléré: 5 134 abitanti

Luynes: 5 140 abitanti

La Ville-aux-Dames: 4 864 abitanti

Sainte-Maure-de-Touraine: 4 203 abitanti

## Cultura
Il servizio di prestito bibliotecario dipartimentale permette ai piccoli villaggi di godere di una discreta offerta di lettura.
La biblioteca di studio della Società Archeologica della Turenna mette a disposizione di chiunque voglia (solo se autorizzato) una grande raccolta di libri sulla storia, sull'archeologia, sul patrimonio dell'Indre e Loira, sull'antica Turenna e sulla storia della Francia.
Recenti iniziative sono state attuate per commemorare i barcaioli della zona, nel contesto della valorizzazione della Valle della Loira come Patrimonio Mondiale dell'UNESCO. Sono state restaurate e rimesse in funzione antiche imbarcazioni della Loira, come è avvenuto, ad esempio, a Tours grazie all'associazione Boutavant che ha ricollocato a Savonnières il battello Dame Périnelle, classificato patrimonio fluviale dal 2012, costruito dall'associazione dei barcaioli dello Cher o a Lignières-de-Touraine il Fillonnerie, chiatta costruita dall'associazione Ancre de Loire. Da queste imbarcazioni partono attività archeologiche ed educative.